# پانتوئا
Pantoea یک جنس از باکتری‌های گرم منفی از خانواده Erwiniaceae است که اخیراً از جنس انتروباکتر جدا شده‌است. این جنس حداقل ۲۰ گونه را شامل می‌شود. باکتری پانتوئا رنگدانه زرد دارد، لاکتوز را تخمیر می‌کند، متحرک است و کلونی‌های مخاطی تشکیل می‌دهد. برخی از گونه‌ها توانایی سنجش حد نصابی را نشان می‌دهند که می‌تواند بیان ژن‌های مختلف را هدایت کند، بنابراین فعالیت‌های فیزیولوژیکی خاصی را کنترل می‌کند. گزارش شده‌است که لوان تولید شده توسط Pantoea agglomerans ZMR7 باعث کاهش زنده ماندن سلول‌های رابدومیوسارکوم (RD) و سرطان پستان (MDA) در مقایسه با سلول‌های سرطانی درمان نشده می‌شود. علاوه بر این، دارای فعالیت ضد انگلی بالایی در برابر پروماستیگوت لیشمانیا تروپیکا است.
- Pantoea agglomerans شایع‌ترین گونه پانتوئا است که از انسان بازیابی شده و یک پاتوژن فرصت طلب[۴] مرتبط با کاتترهای آلوده و ترومای نافذ است. قبلاً به نام Erwinia herbicola یا Enterobacter agglomerans شناخته می‌شد.[۵]
- Pantoea allii[۱]
- Pantoea ananatis[۱]
- پانتوئا آنتوفیلا[۱]
- Pantoea deleyi[۱]
- Pantoea dispersa[۱]
- Pantoea eucalyptii[۱]
- <i id="mwTQ">پانتوئا استوارتی</i>[۱]
- Pantoea intestinalis [fr]